# Gisostola nordestina
Gisostola nordestina är en skalbaggsart som beskrevs av Maria Helena M. Galileo och Martins 1987. Gisostola nordestina ingår i släktet Gisostola och familjen långhorningar. Inga underarter finns listade i Catalogue of Life.